# Bernardine de Lippe
Bernardine de Lippe (1563-1628) est une comtesse de Lippe par naissance et par son mariage comtesse de Leiningen-Leiningen.
Elle est fille du comte Bernard VIII de Lippe (1527-1563) de son mariage avec Catherine (1524-1583), la fille du comte Philippe III de Waldeck-Eisenberg.

## Mariage et descendance
En 1587, elle épouse le comte Louis de Leiningen-Leiningen (en) (1557-1622). Elle a neuf enfants:
1. George Philippe (1579-1589).
2. Amélie (1581-1582).
3. Ursule Marie (1583-1638), marié en 1606 à Maximilien Marschall de Pappenheim.
4. Simon (1584-1585).
5. Amélie (1586-1604).
6. Jean Casimir (1587-1635), comte de Leiningen-Leiningen, marié en 1617 à Marthe de Hohenlohe-Weikersheim (1575-1638).
7. Anastasie (1583-1638), mariée en 1624 à Guillaume-Conrad de Tübingen.
8. Philippe II (1591-1668), comte de Leiningen-Rixingen, marié en 1618 à Agathe Catherine Schenk de Limpurg (1595-1664).
9. Louis Emich (1595-1635), comte de Leiningen-Oberbronn, marié en 1624 à Esther de Eberstein (1603-1682).